# 李小龙传奇
《李小龙传奇》（英語：[The Legend of Bruce Lee] 错误：{{Lang}}：文本有斜体标记（帮助））是由中国国际电视总公司、中央电视台文艺节目中心联合发行一部电视剧，全劇共50集，由陈国坤擔任主演。讲述李小龙传奇的一生。2008年由CCTV-1黄金档首播并创收视率新高，不仅取得了平均收视率11.25%，最高收视率14.86%的骄人成绩，还获得了八年来CCTV平均收视、最高收视、最高份额、平均份额四项第一。2010年9月27日，該戲劇在每週一至週四晚間8點，於台灣的台視主頻播出李小龍傳奇台灣配音版 。

## 剧情简介
李小龙年少时无心学业，却对武术着迷，儿时还曾随父出演电影。他在一次街头殴斗中与黄皮小子交手失败，从此拜在了叶问大师父的名下铁心学武，如饥似渴，乃至疯狂。十七岁时，刚刚接触拳击不久的他竟获全港拳击冠军。少年气盛的小龙仗着一身全港拳击冠军的威风，八方挑战，树敌众多，终于陷入黑帮的追杀。父亲痛下决心，强迫儿子远涉重洋，孤身一人去美国旧金山自立。他心比天高，却不得不寄人篱下。餐馆打工，又与大师傅陡起“争艳”风波。餐馆老板徐迪雅女士是位具有女政治家的风范的华人社团代言人，她看出了李小龙是个颇有志向的同胞青年，在辞去李小龙餐馆工作时，借给李小龙一笔仅可维持一个月生计的美金，并以一位同胞和长者的口吻给了李小龙一番临别赠言。
离开徐迪雅的餐馆，李小龙着手创建武馆，然而在美国流行的是空手道，所谓的“中国功夫”还鲜为人知，李小龙所开的武馆应者寥寥。
阿罗约是来自菲律宾的留美学生，漂亮性感，且出身高官家庭，一次险遭美国退伍军人强暴，多亏李小龙英雄救美。她着迷于这位瘦小个子的娇健神勇而倾心爱慕，却终因李小龙抱负未遂而分道扬镳。东边日出西边雨，就在阿罗约不屑于李小龙要成为功夫武师的抱负而离去时，另一位美国姑娘莲达却走进了李小龙的生活，并不辞风雨地陪伴着走完了李小龙生命的全程。为了李小龙的事业，莲达不仅放弃了自己的学业，还与母亲反目。正是在莲达的支持下，李小龙的武馆渐成气候，同时也招来日本武师的挑衅。李小龙仅在六十秒之内，击败了前来挑衅的全美空手道冠军木村而名声鹊起。正在莲达为李小龙得罪势力强大的空手道武师而担忧之时，木村突然出现在他们面前，他不是来寻仇，而是来拜师的。征服日本空手道，李小龙名声大震，“功夫”武馆也日渐兴旺起来。不想，又招至旧金山华人武馆的联合问罪，勒令李小龙停止对外国人教授国术，双方各执一词，互不相让，终于酿成华人与华人之间的一场惊世骇俗的比武。李小龙以其磨励大成的截拳道取得胜利，终于攻破坚冰，打破了中国功夫在美国的封闭状态。
李小龙在长堤全美空手道大赛上的一次令人匪夷所思的表演，被美国好莱坞的猎头乔治拍成了资料电影，成了李小龙生命旅程的又一个起点。在乔治的推荐下，李小龙开始走进了好莱坞，但由于肤色而又屡屡受挫，四处碰壁漫长的等待使他一度情绪低落。在乔治的竭力鼓动下，他签下了电视剧集《青蜂侠》的片约，饰侠义斗士加藤，"拳打脚踢"最后打出立锥之地！《唐山大兄》的首映典礼，使他一夜之间成为高悬于港岛上空的巨星！《精武门》公映更盛况空前，造成交通阻塞。他每一部的票房都超过前一部，创造了票房神话。李小龙名声大噪，片商纷纷拉他加盟。武林中人纷纷向他挑战，以求打败他，取代他做"东方功夫第一人"。然而，他就像一个神话，无人改写，就是一座奇峰，无人登顶。　　

## 演员阵容
- 粗體字為主要角色

### 主要人物
| 演員      | 角色                            | 設定 | 备注 | 配音(台視) |
| 陈国坤    | 李小龙                          | 原名李振藩，乳名细凤，美籍华人，出生于美国加州旧金山，祖籍中国广东顺德均安镇他是一位武术技击家、武术哲学家、著名的华人武打电影演员和功夫巨星。年少时无心学文，却对武术着迷，儿时还曾随父出演电影。十七岁时，刚刚接触拳击不久的他竟获全港拳击冠军。少年气盛的小龙仗着一身全港拳击冠军的威风，八方挑战，树敌众多，父亲痛下决心，强迫儿子远涉重洋，去美国旧金山自立。 | 陳國坤看過其經典作《精武門》之後，自此對李小龍著迷。他們的面容很相近，唯一不同的是李小龍的眼睛比陳國坤略圓一些、鼻子的線條也更圓潤、臉形要長一些。在電視劇《李小龍傳奇》播出後，他們的酷似更是人們關注的焦點，連琳達和李香凝都承認陳國坤像李小龍本尊。在出演这部电视剧之前，陈国坤并没有武术功底，为此特意去学了一年截拳道。还不停地模仿李小龙的神情、动作等等，开拍的时候，陈国坤模仿李小龙已经惟妙惟肖了。也在《葉問3》、《葉問4》中出演李小龙。 |            |
| 米雪儿·朗 | 琳达·埃莫瑞                     | 李小龙在华盛顿大学期间的同学，1963年认识李小龙后不久，经好友、华裔姑娘盖素恩介绍，也加入“振藩国术馆”，成为李小龙的早期女弟子之一。後結為夫妻。 | 加拿大演員 |            |
| 王洛勇    | 邵如海                          | 李小龙的伯父。 | 原型為邵漢生，為李小龍的武術啟蒙導師，為武術家，粵劇演員，李海泉的朋友，亦是葉問的摯友。 |            |
| 刘腾远    | 木村武之 （页面存档备份，存于） | 李小龙的徒弟，原本是個日本空手道教練，跟李小龍交手後敗北就決定成為他的弟子，曾邀请他演死亡的游戏。 | 李小龙用11秒击败日本拳师的情节，这是一个真实的事件，但这个被李小龙修理的倒霉蛋并不是木村武之，而是另一个在当时很有名的日本拳师山本（即影片中的山田正雄），不知何故，影片中却把山本换成了李小龙的好友木村，导致很多人将李小龙的这个胜果安在了木村的头上，这对木村来说实在很冤。其实木村只是钦佩李小龙的才华，所以与他结成亦师亦友的关系，并没有影片中“跪地拜师”的事，而李小龙对木村也是敬重有加，并没有像影片中那样常常用食指对着木村说话。木村武之是李小龙最要好的朋友之一，他性格温和，对李小龙的一生影响深远。在武术上的成就很高，也帮了李小龙不少大忙，中国武术能够传播到全世界，有木村的一份功劳，但他为人低调，从不张扬，造成了人们对他的认识和评价都过低，而且木村早期学习的是柔道，而不是空手道。 |            |
| 李炳渊    | 黄皮小子                        | 一次和李小龙在街上斗殴被李小龙打败，那时候成为了对头。 原型為黄泽民（武術家） （页面存档备份，存于），（現實中兩人有一次秘密比武，原因是是否該教授外國學生的理念衝突，黃代表唐人街武術界出賽，雙方說法有落差，不過此次比武之後，李小龍決心改進詠春拳，使之更貼近格鬥術，黃澤民也並為如劇中如此走火入魔。）                                                         | |            |
| 于承惠    | 葉問                            | 李小龙的師父，以崇高的武德，推崇咏春拳的发展，堪为一代宗师，最终将中华武术发扬光大。 | 与李小龙相关的影视剧里，凡是描写他少年时期的部分，永不会少了叶问，这一版本的叶问维持了那蓄着長白胡，一派仙风道骨，武功盖世的高人形象。真實的葉問並沒有留鬍鬚，身形也較矮小。 |            |
| 周舟      | 李海泉                          | 李小龙的父親。粵劇四大名丑之一。 | |            |
| 盖克      | 何愛瑜                          | 李小龙的母親。 | |            |
| 边潇潇    | 秦小曼                          | 李小龙的前女友。 | 原型為衣依、苗可秀和丁佩 |            |
| 孙健魁    | 王云生                          | 黄皮小子的師父。 王家拳掌門人，與王力朝，葉大師為好友。 | |            |

### 其他角色
| 演員              | 角色                               | 設定 | 备注 | 配音(台視) |
| 雷·帕克           | 劳力士                             | 原型為查克·羅禮士。 | 英國演員 |            |
| 邁克·賈·懷特      | 哈里森                             | 原型為穆罕默德·阿里。 | 美國演員 |            |
| 馬克·德可斯可     | 察尔王                             | 泰拳高手，招術使得出神入化，是少數讓李小龍覺得棘手的對手之一，原型為泰拳七屆冠軍察爾·舖。 | 美國演員 |            |
| 盖瑞·丹尼尔斯     | 埃里特                             | | 英國演員 |            |
| 蒂姆‧斯多姆斯     | 威利·杰依 （页面存档备份，存于）   | 柔術高手，與李小龍交手不分勝負。 原型為美國柔道家Wally Jay （页面存档备份，存于）與美國演員、美國柔術之父肯尼．拉貝爾 （页面存档备份，存于）（前者於1962年與李小龍共識，後者則在李小龍請教特技的同時教導他柔術，後期成為好友，未如劇中因為學習柔術而衝突。） | 美國演員 |            |
| 崔西安·沃爾夫     | 嘉丽雅娜                           | | 美國演員 |            |
| 雅尼              | 霍夫曼                             | 使用空手道、跆拳道及柔術的武術家，在比武大賽與李小龍交手時敗北，原型為美國空手道前任冠軍喬·路易斯 （页面存档备份，存于），後來成為李小龍的徒弟，知名截拳道修習者，資歷超過12年。                                                                             | 法國演員 |            |
| 黑泽恩            | 乔治                               | 原型為好萊塢製片人史特林·戴爾·西利芬特 （页面存档备份，存于），為李小龍密友，為李爭取演出機會，亦曾讓李小龍教授武術技巧。） | 美國演員 |            |
| 吕克·本扎         | 杰西·格鲁夫 （页面存档备份，存于） | 李小龍在美國遇到的黑人計程車司機，因有一次出手從三個白人的手中救出來而視李小龍為救世主，後成為他的徒弟之一。 | 加蓬演員 |            |
| 阿豹              | 布萊恩                             | 曾與李小龍發生過衝突，後化敵為友。（原型為James DeMile （页面存档备份，存于）與查理·歐文，查理為1959年全港中學拳王，被李小龍擊敗後成其為好友，James DeMile （页面存档备份，存于）則是李小龍早期弟子，此劇中被拆分成兩個人物。)                               | 英國演員 |            |
| 娜塔麗婭          | 琼斯                               | 布萊恩的女朋友。 | 俄羅斯演員 |            |
| Leslie H.Collings | 威廉                               | | 英國演員 |            |
| 蘇珊娜·克里斯騰森 | 博利校长                           | | 丹麥演員 |            |
| Voronova Tatiana  | 英格丽                             | | 俄羅斯演員 |            |
| 武鸣              | 艾迪.帕克                          | 原型為美國空手道之父Ed Parker （页面存档备份，存于）。 | 俄羅斯演員 |            |
| 歐內斯特·米勒     | 费雷泽                             | | 美國演員 |            |
| 陈志忠            | 黃淳樑                             | 葉問的大弟子，李小龍的師兄。 | 美國華裔演員 |            |
| 霸宜              | 史密斯                             | | 法國演員 |            |
| 舒友民            | 詹姆斯                             | | 美國演員 |            |
| Gloriano Taccon   | 罗伯特                             | | 義大利演員 |            |
| 諾曼·米切爾       | 克林斯曼                           | | 美國演員 |            |
| 金伯利·李頓       | 琳达母亲                           | | 美國演員 |            |
| Irene Tornyie     | 赖斯警官                           | | 加納演員 |            |
| 宁理              | 丹尼·伊諾山度                      | 菲律賓來的武術家，和李小龍十分投緣。後來成為他的徒弟。 | |            |
| 张磊              | 黄黎                               | 原型為羅維。 | |            |
| 高大伟            | 许文怀                             | 原型為鄒文懷。 | |            |
| 郑星              | 秦老板                             | | |            |
| 贾梅婴            | 徐迪雅                             | 餐馆老板徐迪雅女士是位具有女政治家的风范的华人社团代言人，她看出了李小龙是个颇有志向的同胞青年，在辞去李小龙餐馆工作时，借给李小龙一笔仅可维持一个月生计的美金，并以一位同胞和长者的口吻给了李小龙一番临别赠言。                                             | 原型為周馬雙金 （页面存档备份，存于）。                                                                                    |            |
| 王颢桦            | 沈敏之                             | | |            |
| 杨亚星            | 阿罗约                             | 来自菲律宾的留美学生，漂亮性感，且出身高官家庭，一次险遭美国退伍军人强暴，多亏李小龙英雄救美。她着迷于这位瘦小个子的娇健神勇而倾心爱慕，却终因李小龙抱负未遂而分道扬镳。                                                                                     | 原型為李小龍曾經的日籍女友三由愛美，大學時代的同學，因理念不合而分手。                                                     |            |
| 舒萧霖            | 贝姬                               | | |            |
| 史天庚            | 王大厨                             | | |            |
| 白海龙            | 山本冈夫                           | 来自日本的空手道高手，曾打贏李小龍兩次，之後踢館被李小龍打敗，兩勝一敗。原型為Ed Parker （页面存档备份，存于）的空手道日籍好友。 | 在《水滸傳》飾演雷橫 |            |
| 王凡奇            | 林老板                             | | |            |
| 王工一            | 李忠琛                             | 李小龍的哥哥。 | |            |
| 林玉淼            | 阿林                               | 李小龍以前的同學。原型為小麒麟。 | |            |
| 邸广文            | 郭心力                             | | |            |
| 孙羽              | 秃子阿亮                           | | |            |
| 艾宁              | 许阿明                             | | |            |
| 贺宽              | 朴正义                             | 原型為韓國跆拳道大師李俊九 （页面存档备份，存于），亦成為李小龍好友。 | |            |
| 朱景芳            | 邵太太                             | | |            |
| 李婷              | 小龙大姐                           | 李秋源。 | |            |
| 李晓悦            | 小龙二姐                           | 李秋鳳。 | |            |
| 杨陆              | 雨田                               | | |            |
| 李志洪            | 山田正雄                           | | |            |
| 王立年            | 王家总管                           | | |            |
| 郭绍恒            | 他鲁                               | | |            |
| 黄宁              | 马拳师                             | | |            |
| 段建国            | 二厨                               | | |            |
| 冉启晖            | 老拳师                             | | |            |
| 黄珞              | 李国豪                             | 李小龍的兒子。 | |            |
| 陈万起            | 警司                               | | |            |
| 刘文磊            | 阿昌                               | | |            |
| 老头儿            | 崔力成                             | | |            |
| 寇振海            | 医生                               | | |            |
| 趙云              | 大衛·科菲爾                        | 小拳王，拳擊技術高超，最後被李小龍打敗。原型為當時全港中學生拳擊冠軍查理·歐文，此劇被拆分成兩個人物。 | 英國演員 |            |
| 程煜              | 王力朝                             | 黑道老大，李小龍對他來說是個眼中釘，三番兩次地想除掉他，最後逃亡到台灣。 | 劇中原創人物，現實中李小龍在一次街頭鬥毆中打傷了三合會老大的兒子，李海泉經過此事後決定送他去美國留學，以修正他好鬥的脾氣。 |            |

## 電視劇歌曲
| 曲序 | 曲目               |                              | 作曲   | 演唱       |
| ---- | ------------------ | ---------------------------- | ------ | ---------- |
| 1.   | 《呐喊》（片頭曲） | 裘逸 Silvia Cortclla(意大利) | 王冰   | Emma Re    |
| 2.   | 《拳头》（片尾曲） | 裘逸                         | 周志勇 | 李殊、金龙 |

## 主要獎項
- 2008年-年度电视剧收视贡献奖
- 同年-最受观众喜爱电视剧奖

## 幕后花絮
- 《李小龙传奇》热播的时候，就因为空调室外机而频频遭到观众投诉，还有让观众很受不了的就是，经常出现龙套演员的脖子上挂着新潮手机、下身穿时尚牛仔裤的情景，明显同时代脱节。
- 《李小龙传奇》已创下了2003年以来电视剧收视的新纪录。该剧热播后，陈国坤已成为众多商家选择代言人的热门人选，其广告代言费已达到7位数字之多。
- 《李小龙传奇》由于陈国坤毕竟不是练家子出身，为了尽量再现李小龙的功夫，武术指导郭绍恒可谓煞费苦心。所有武术动作均由郭绍恒创作，与旗下众师弟协力完成，耗时一年之久。
- 《李小龙传奇》荣获了2000年——2008年来央视平均收视、最高收视、最高份额、平均份额四项第一。在央视播出取得巨大收视成功之后，已经有美国、新加坡等国家的电视台洽谈购买播放版权。
- 陈国坤练了一年截拳道，但拍摄时还是拉断了膝盖十字韧带。

## 評價

### 正面評價
除了很好的选题、剧情和众多明星加盟以外，剧中大量影视特效的应用成为《李小龙传奇》的另一大特色和看点，比如李小龙打击过程中手臂骨骼透视的特写，这些画面的应用最大限度的展现了中华武术内家拳的武功精髓。异域风情的展现。该剧摄制组沿着李小龙的足迹，在中国香港和澳门、美国、加拿大、意大利及泰国实地拍摄。让观众在欣赏李小龙功夫的同时，也能感受到各地区迥异且极具特色的风光、民俗。（金鹰网、网易娱乐评）

### 負面評價
《李小龙传奇》片头虽漂亮，但少年李小龙的第一次出手却让观众失望。李小龙的首秀并不精彩，反而向对手使出了阴招，趁对手不注意，一脚踢伤了对手的裆部。在剧中，尚在读高中的李小龙，尽管身着校服极力装嫩，但依然难掩其岁月痕迹。（网易娱乐评）
央视版的《李小龙传奇》看得不多，感觉很粗糙，除了陈国坤一个人对李小龙有点感情下过功夫，全剧组其他人估计都是大陆和美国二三流的影视从业人员，整体制作之业余和草率令人发指。（豆瓣网评）

## 外部連結
- 中國網絡電視台 - 李小龍傳奇
- 亞洲電視官方網站 - 李小龍傳奇
- 台視官方網站 - 李小龍傳奇 （页面存档备份，存于）
- 在Netflix上觀看《李小龙传奇》

## 节目变迁
| 中国中央电视台综合频道 黄金剧场 週一至週日 20:00~22:00 | 中国中央电视台综合频道 黄金剧场 週一至週日 20:00~22:00 | 中国中央电视台综合频道 黄金剧场 週一至週日 20:00~22:00 |
| ------------------------------------------------------ | ------------------------------------------------------ | ------------------------------------------------------ |
|                                                        | 李小龙传奇 （2008.10.12 - 2008.11.5）                  |                                                        |
| 黑金地的女人 （2008.10.3 - 2008.10.11）                | 台湾1895 （2008.11.6 - 2008.11.24）                    |                                                        |